# Monandromyces microveliae
Monandromyces microveliae är en svampart som först beskrevs av Roland Thaxter, och fick sitt nu gällande namn av R.K. Benj. 1999. Monandromyces microveliae ingår i släktet Monandromyces och familjen Laboulbeniaceae.   Inga underarter finns listade i Catalogue of Life.